# Aufmerksamkeitsgaffen
Das Aufmerksamkeitsgaffen bezeichnet das Phänomen, dass bei einem Beobachter als Reaktion auf emotional aufwühlende Bilder (erotische Szenen, Gewaltakte …) für den Bruchteil einer Sekunde die Wahrnehmung aussetzen kann (er „erblindet“). Solange blockiert das Gehirn die Aufnahme weiterer Bilder, selbst wenn der Wille dazu besteht.
Je nach Grad der Ängstlichkeit der Person fällt die Reaktion anders aus. Je ängstlicher, vorsichtiger der Betreffende ist, desto anfälliger ist er auch und desto länger fällt diese „Erblindung“ aus.
Der Psychologe David Zald von der Yale-Universität, New Haven, erforschte und benannte diesen Mechanismus. Seine Erklärung: „Beim Verarbeiten von Informationen gibt es einen Engpass, der von Reizen verstopft werden kann, sodass nachfolgende Informationen nicht mehr durchkommen.“